# Merzligen
Merzligen es una comuna suiza del cantón de Berna, situada en el distrito administrativo del Seeland. Limita al norte con la comuna de Bellmund, al este con Jens, al sur con Kappelen, y al oeste con Hermrigen.
Hasta el 31 de diciembre de 2009 situada en el distrito de Nidau.

## Monumentos
- En la localidad de San Nicolás se encuentra un monumento conmemorativo del combate del 5 de marzo de 1798, entre tropas bernesas y francesas.